# Вулиця Сахарова (Львів)
Вулиця Академіка Андрія Сахарова — вулиця у Франківському районі міста Львова, у місцевості Вулька, фактично є продовженням вулиці Коперника. Сполучає вулиці Коперника та Стрийську, утворюючи перехрестя з вулицею Княгині Ольги. Прилучаються вулиці Богуна, Романицького, Кастелівка, Горбачевського, Куликівська, Бойківська.

## Історія
У 1987 році на естакаді вздовж непарної сторони вулиці прокладено колію швидкісного трамваю від Коперника до кінця Княгині Ольги. Ця наземна ділянка мала стати частиною лінії підземного трамваю, тунель якої мав починатись на початку нинішньої вулиці Сахарова, проходити під центром міста й виходити на поверхню біля перетину вулиць Личаківської та Мечникова. Однак на початку 1990-х років через брак коштів та складні геологічні умови у центральній частині міста, що викликали побоювання щодо збереження історичних пам'яток, реалізація проєкту підземного трамваю була припинена. У липні 2019 року історія будівництва підземного трамваю отримала своє продовження.

## Назва
У 1950 — 1963 роках з 3 окремих вулиць утворено нову вулицю, завдовжки 1,9 км. Її назвали на честь російського полководця Олександра Суворова, яку 1992 року перейменували на честь Андрія Сахарова — радянського фізика, академіка, лауреата Нобелівської премії миру, активного борця за права людини. Назви вулиць-попередниць змінювались неодноразово, переважно у зв'язку зі змінами політичних режимів.
Ділянка вулиці від вулиці Нечуя-Левицького до вулиці Горбачевського
- Вулька — згадується від 1863 року, від назви місцевості Вулька, через яку проходила вулиця.
- Вулецька дорога — від 1871 року.
- Вулецька — від 1912 року.
- Гейдріх-вег — під час німецької окупації, від 1943 року, на честь державного політичного діяча Третього Рейху Рейнгарда Гейдріха.
- Вулецька — від липня 1944 року — повернена стара довоєнна назва вулиці.
- Суворова — від 1950 року.

Ділянка вулиці від вулиці Горбачевського до вулиці Бойківської
- Вулецьке корсо — від 1933 року.
- Гейдріх-вег — під час німецької окупації, від 1943 року.
- Вулецька — від липня 1944 року — повернена стара довоєнна назва вулиці.
- Суворова — від 1950 року.

Ділянка вулиці від вулиці Бойківської до вулиці Стрийської
- Стрийська бічна — до 1932 року.
- Спортова — до 1935 року, через близьке розташування до стадіону «Сокола-Батька».
- Кавецького — від 1935 року, на честь сенатора II Речі Посполитої 1-ї (1922—1927) та 3-ї (1930—1935) каденцій Юзефа Кавецького[10].
- Кіндергай-гассе — від 1943 року.
- Кавецького — від липня 1944 року — повернена стара довоєнна назва вулиці.
- Спортивна — від 1946 року.
- Суворова — від 1963 року.

## Забудова

Фасад-кросворд будинку № 82

На початку вулиці із парної сторони в 1894 році збудували перше депо електричних трамваїв та електростанцію за проєктом Альфреда Каменобродського. Поряд з першими спорудами у 1905—1906 роках було добудовано нову частину. Проєкт виконувався у міському будівельному департаменті, скоріш за все Міхалом Лужецьким. Наступна розбудова відбулась у 1926—1927 роках Адольфом Каменобродським. Нині ці споруди мають адресу вулиця Вітовського, 57. Зараз в цих пам'ятках промислової архітектури знаходяться ремонтні та допоміжні служби «Львівелектротрансу». Десятки років обговорюється питання створення тут музею техніки.
№ 7 — колишній адміністративний будинок. Будинок внесений до Реєстру пам'яток архітектури місцевого значення під охоронним № 2476-м. Нині тут міститься друкарня «Фенікс-Плюс». У 2000-х роках збудована будівля, де нині міститься ресторан «Аврора».
№ 12 — будинок споруджений у 1935 році за проєктом Саломона Кайля для доктора Броніслава Тіґера. Будинок внесений до Реєстру пам'яток архітектури місцевого значення під охоронним № 2199-м.
№ 14 — будинок зведений у 1935—1936 роках для власника Пінкаса Люстмана за проєктом Марека Вайтца.
№ 16 — будинок зведений у 1936—1938 роках за проєктом Фердинанда Касслера.
№ 24 — наріжний будинок, фасад якого вирішено несиметрично. Зведений за проєктом Саломона Кайля та Владислава Лімберґера для доктора С. Островського у 1936—1937 роках.
№ 26 — будинок зведений у 1937—1938 роках за проєктом Домініка Вуховича для Фридеріка Блюменфельда.
№ 28 — будинок зведений для родини Люстманів за проєктом Ришарда Гермеліна.
№ 32 — будинок зведений у 1937 році за проєктом Стефана Мічинського. Особливої уваги заслуговує фасад, що вигнутий по правній кривій лінії, та завершується триповерховим еркером з виносними балконами і заокругленими лоджіями. Будинок внесений до Реєстру пам'яток архітектури місцевого значення під охоронним № 2477-м.
№ 42 — чотириповерховий будинок, збудований у 1959 році, до якого у 2008 році добували ще один поверх. Тоді тут був перший гуртожиток львівського будівельного технікуму. Пізніше в будинку містився інститут «Промбудприлад». Нині тут міститься бізнес-центр «Експерт», управління яким здійснює ПрАТ «Промбудприлад». На верхньому поверсі бізнес-центру функціонує міні-готель «Екотель». У 1997—2006 роках на четвертому поверсі містилася редакція щоденної газети «Поступ».
№ 52. Вілла Терлецьких, збудована у 1896 році. Тут мешкала родина фармацевта, власника львівської аптеки «Під чорним орлом» Михайла Терлецького. В будинку містилася чудова колекція творів живопису та графіки українських митців 1920—1930-х років, а також одна з кращих у Львові збірка українських екслібрисів, зібраних Михайлом Терлецьким. Щосуботи в будинку сходилось товариство — літератори, науковці, митці, серед них багато відомих таких як Олександр Олесь, Іван Труш та обмінювалися своїми поглядами на політику, культуру, мистецтво, літературу, мову. У цьому будинку родина Терлецьких мешкала до 1966 року, але вже у частині будинку, оскільки іншу частину було відібрано ще під час приходу перших совітів у 1939 році. За радянських часів — звичайний житловий будинок. У 1990-х роках зазнав значної перебудови. Від 2011 року власником будинку було ПрАТ «Фарлеп-Інвест», тут містився західний регіональний офіс телекомунікаційної компанії «Фарлеп». 7 травня 2019 року, товариство продало його ТзОВ «Інсула Інвест», яке збирається знести будинок, а на його місці спорудити триповерховий ІТ-офіс з підземним паркінгом, аналогічний із Futura Hub, що на вул. Кульпарківській, 200. Розпорядженням Львівської ОДА від 15 червня 2020 року будинок внесений до Переліку об'єктів культурної спадщини. Наказом Міністерства культури та інформаційної політики України «Про занесення об'єктів культурної спадщини до Державного реєстру нерухомих пам'яток України» від 14.09.2021 року № 729 віллу Терлецьких внесено до реєстру пам'яток архітектури місцевого значення під охоронним № 7582-Лв.
№ 62а. Вілла «Ломниця».

Об'єкт культурної спадщини, рекомендований для внесення до Реєстру пам'яток архітектури

Вілла, збудована у 1920-х роках відомим архітектором та інженером, співвласником будівельної фірми «Станіслав Ревуцький та Владислав Дердацький» — Станіславом Ревуцьким для власних потреб. Вілла була спроєктована Станіславом Ревуцьким, так щоби кожен із його трьох синів мав помешкання. Нині в одному з помешкань проживає лише родина правнучки архітектора, два інших стоять пусткою. Наказом Міністерства культури України від 20 лютого 2018 року будинок внесений до Державного реєстру нерухомих пам'яток України.
При перетині Сахарова та Княгині Ольги у 1930-х роках був стадіон, що належав товариству «Луг» — «Луговий город». Після того, як у 1938 році польська влада відібрала «для цілей оборони краю» стадіон «Сокола-Батька» (на польських мапах 1930-х років — стадіон Українського Сокола), був розташований при вході до Стрийського парку з боку вулиці Стрийської, то «Луговий город» став найважливішою українською спортивною ареною Львова. Тут, зокрема, товариством «Рідна школа» проводилися щорічні велелюдні Свята молоді.
Долина Сороки півколом оточує Вулецькі горби, на західних схилах яких у 1950-х роках було створено Студентський парк.

## Вулецькі горби. Пам'ятник страченим вченим

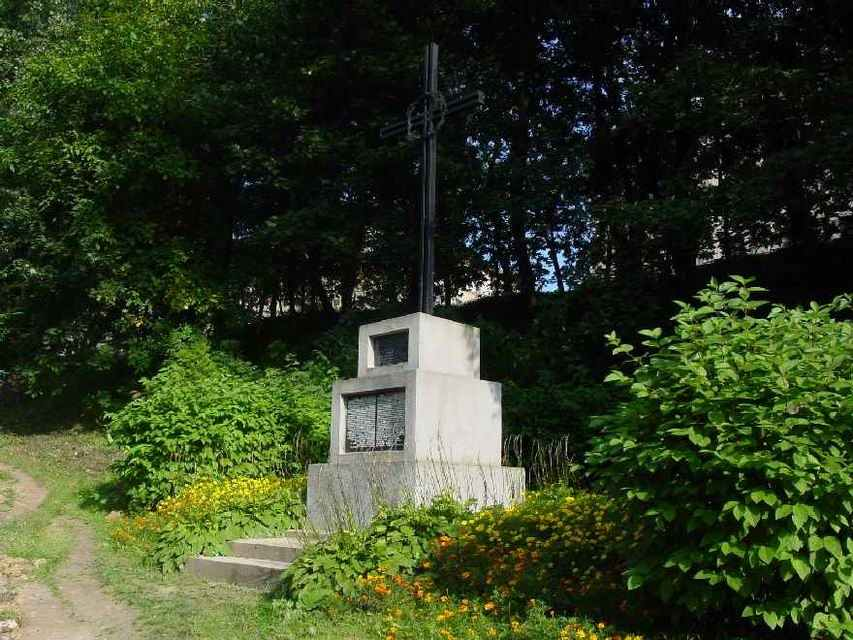
пам'ятник

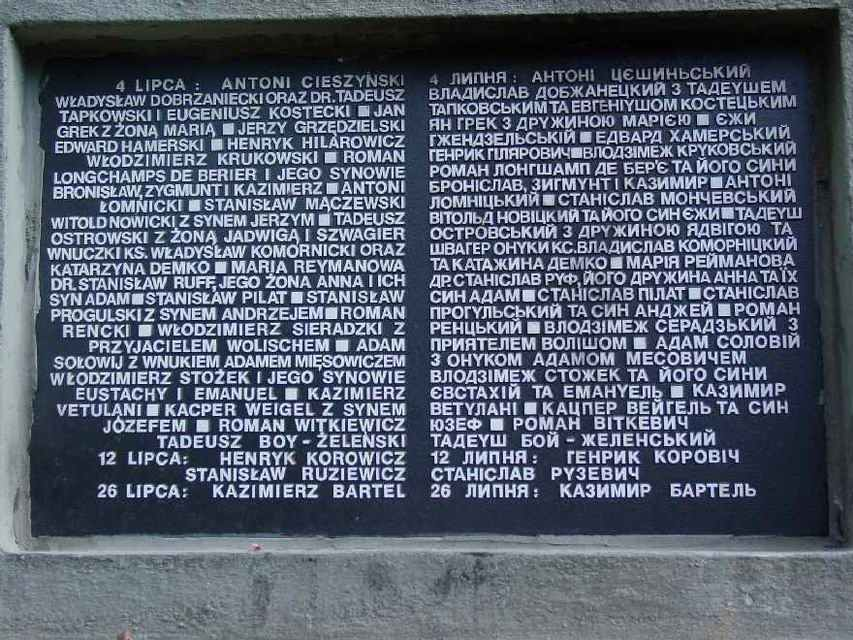

Після окупації міста окупанти у липні 1941 року стратили на Вулецьких горбах відомих науковців та членів їх родин. Усього 46 осіб, переважно поляків. До 40-річчя цієї трагічної події мали відкрити пам'ятник. Скульптурну групу авторства Емануїла Миська встановили в яру, навпроти будинку № 42 на вулиці Сахарова. Однак відкриття монумента не відбулося. Тоді в Польщі активізувався антикомуністичний рух на чолі з незалежною профспілкою «Солідарність», і радянське керівництво злякалось встановлювати у Львові пам'ятку, присвячену полякам. Формальним приводом для такого рішення послужило визнання роботи Емануїла Миська недостатньо зрілою з ідеологічного боку. Зокрема, запідозрили, що в одній з постатей скульптурної групи пам'ятника зображено колишнього прем'єр-міністра II Речі Посполитої, соратника Юзефа Пілсудського, професора нарисної геометрії Львівської політехніки Казимира Бартеля, хоча скульптор обрав своїми моделями цілком випадкових людей. Кілька років недовершений пам'ятник стояв у яру. Нарешті його прибрали під час будівництва естакади для трамвайної колії.
На краю схилу, поблизу перетину вулиць Лукаша та Остроградських (навпроти гуртожитку під № 4-б), багато років стоїть камінь з написом: «Тут буде споруджено пам'ятник львівським ученим, що загинули у роки ІІ Світової війни».
На схилі під гуртожитком при вул. Бой-Желенського, 1 встановлено у 1990-х роках пам'ятний металевий хрест з написом польською та українською мовами:
«У цьому місці 4 липня 1941 року гітлерівські кати розстріляли польських професорів львівських навчальних закладів та членів їх родин».
Нижче встановлено таблицю зі списком страчених (польською та українською мовами):
- 4 липня: Антоній Цешинський; Владислав Добжанецький з Тадеушем Топковським та Евгеніушем Костецьким; Ян Грек з дружиною Марією; Єжи Гжендзельський; Едвард Хамерський; Генрик Гілярович; Влодзімеж Круковський; Роман Лонгшамп де Бер'є та його сини Броніслав, Зигмунт і Казимир; Антоній Ломніцький; Станіслав Мончевський; Вітольд Новіцький та його син Єжи; Тадеуш Островський з дружиною Ядвігою та шваґер онуки кс. Владислав Коморніцький та Катажина Демко; Марія Рейманова; др. Станіслав Руф, його дружина Анна та їх син Адам; Станіслав Пілат; Станіслав Прогульський та син Анджей; Роман Ренецький; Влодзімеж Серадзький з приятелем Волішом; Адам Соловій з онуком Адамом Месовичем; Влоджімеж Стожек та його сини Євстахій та Емануель; Казимір Ветулані; Кацпер Вейгель та син Юзеф; Роман Віткевич; Тадеуш Бой-Желенський.
- 12 липня: Генрик Коровіч; Станіслав Рузевич.
- 26 липня: Казимир Бартель.